# Podagrycznik pospolity

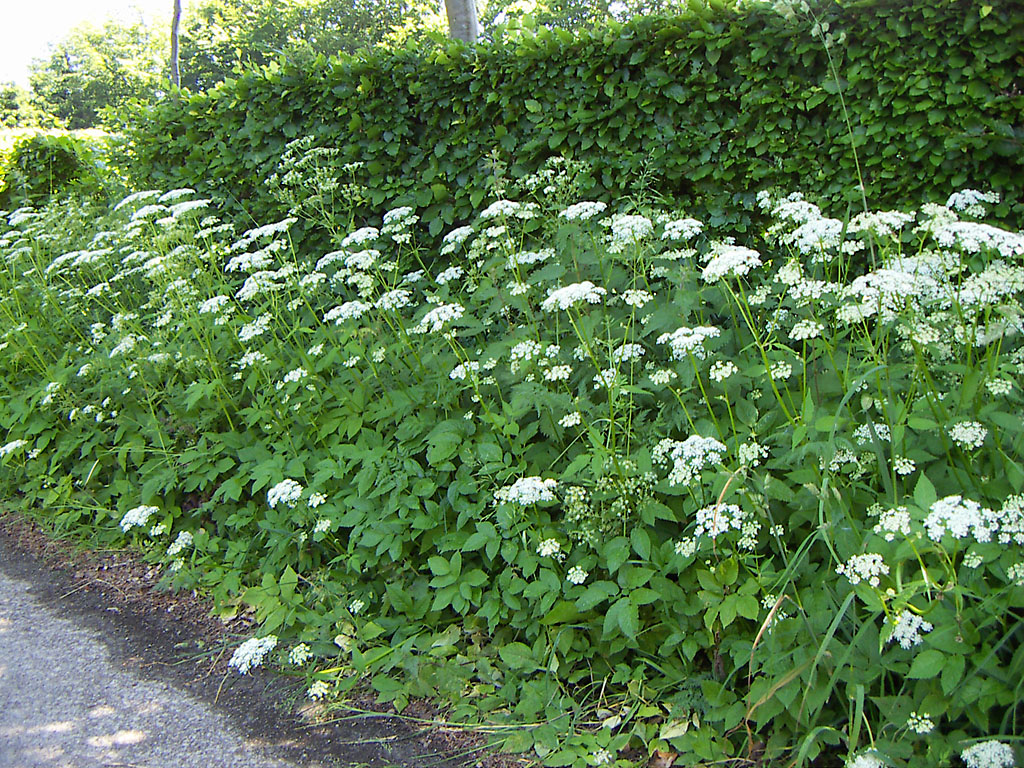
Podagrycznik pospolity często występuje przy ogrodzeniach

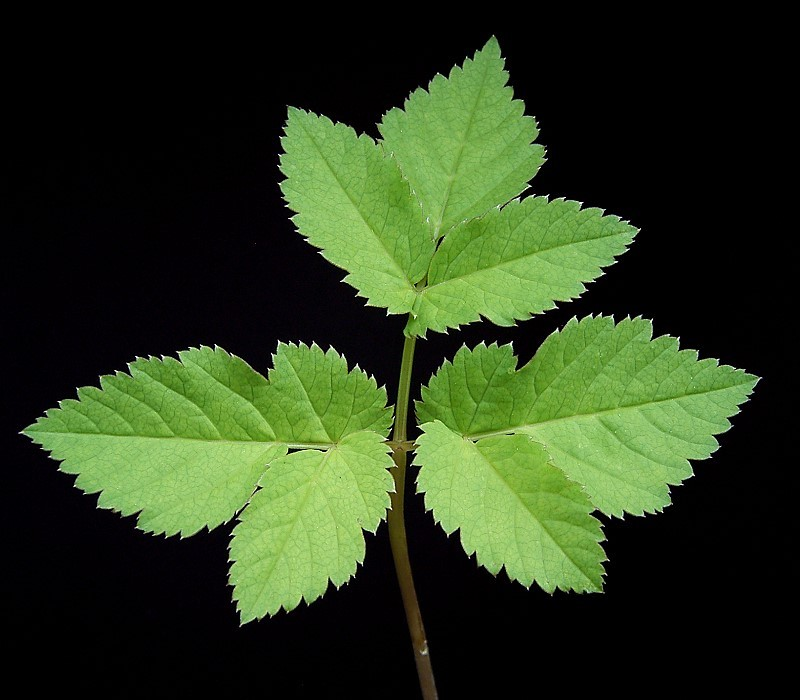
Liść

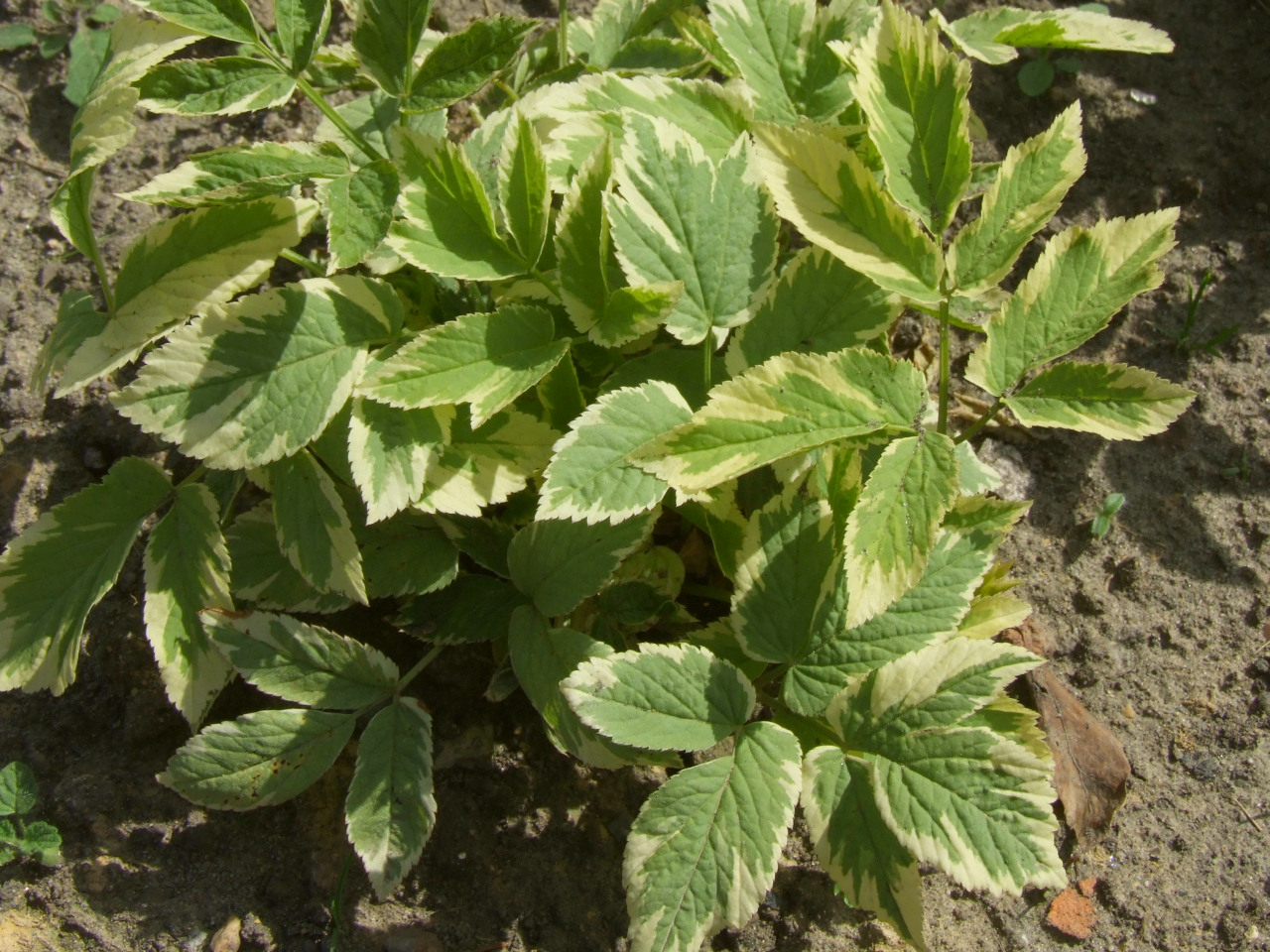
Odmiana ozdobna 'Variegata'

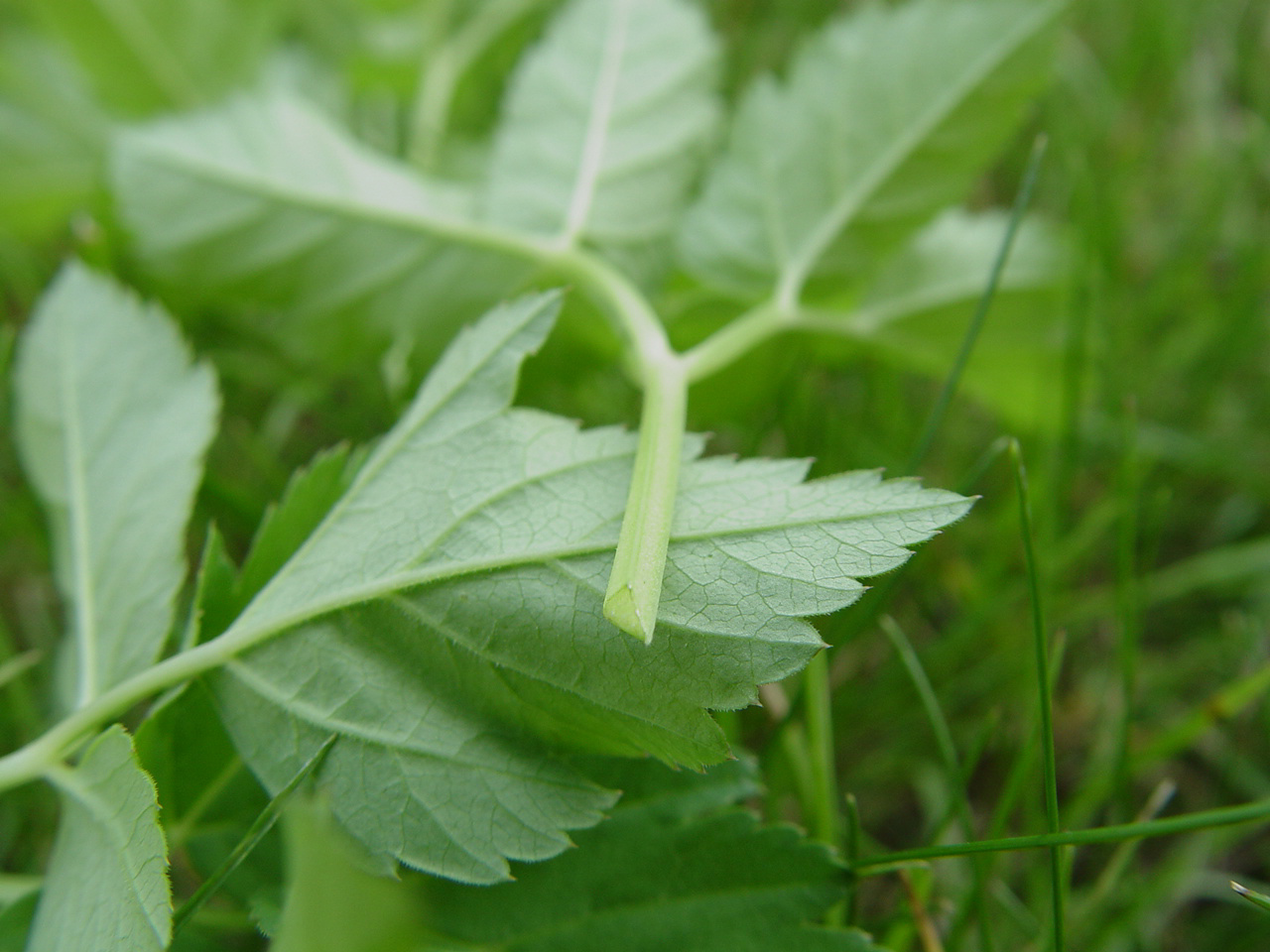
Przekrój ogonka liściowego i spodnia strona liści

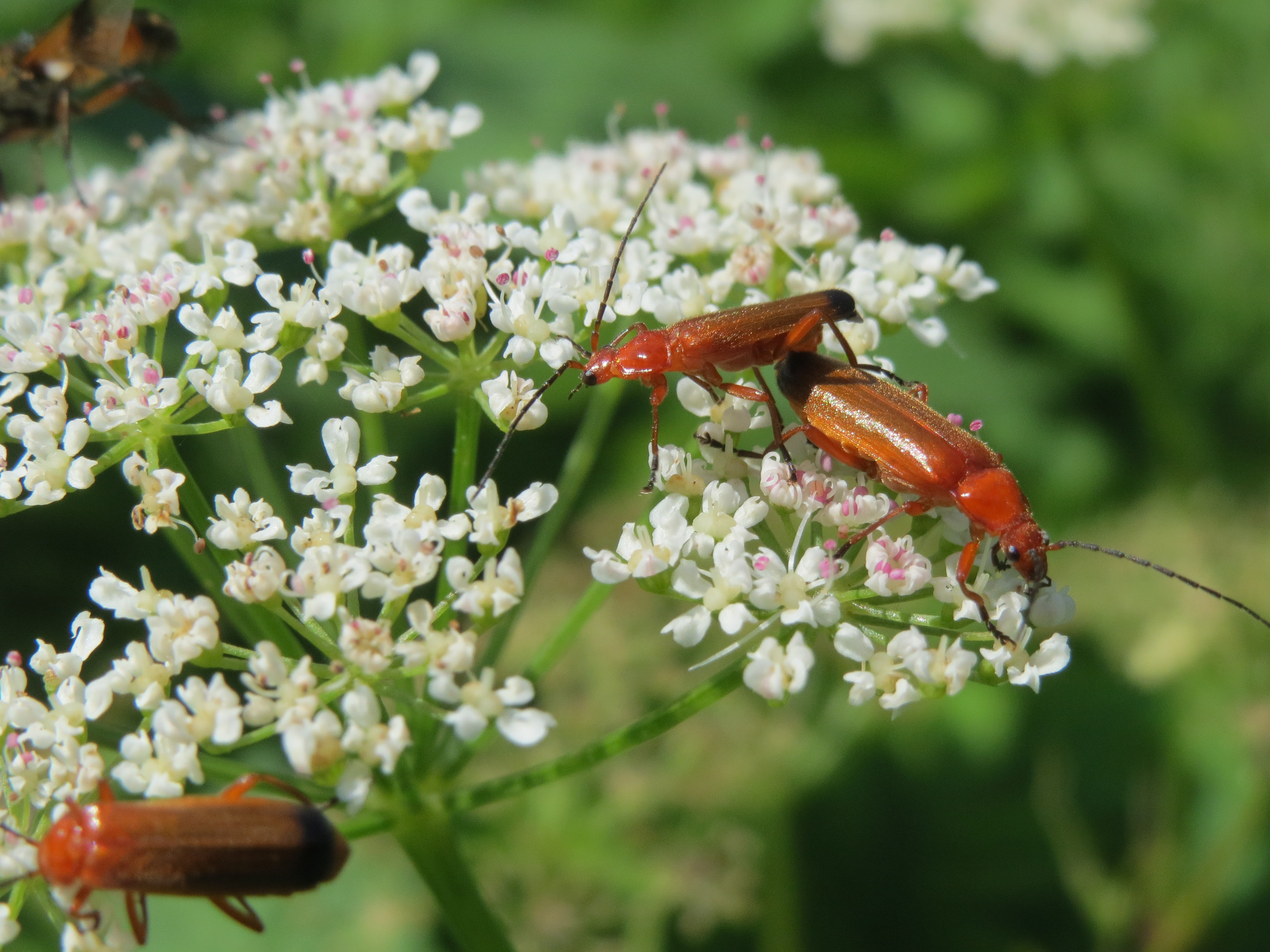
Kwiatostan i chrząszcze wyjadające pyłek

Podagrycznik pospolity (Aegopodium podagraria L.) – gatunek rośliny należący do rodziny selerowatych. Nazwa polska pochodzi od tego, że dawniej leczono nim dnę moczanową, potocznie zwaną podagrą. Nazwy zwyczajowe: barszlica, ger, giersz, kozia stopa, srocyna, śnitka, krzemionka.

## Rozmieszczenie geograficzne
Rodzimy obszar jego występowania to Europa i zachodnia Azja. Występuje na obszarze od Francji na wschód, na północy sięga południowej Szwecji i Finlandii, na południu rośnie na Półwyspie Apenińskim, Bałkańskim, w Azji Mniejszej i na Kaukazie. W Azji sięga na wschodzie po Kazachstan i środkową Syberię. Został poza tym rozprzestrzeniony i jako gatunek zawleczony występuje w północno-zachodniej Europie (Wyspy Brytyjskie, Islandia), pospolicie na terenie USA i Kanady w Ameryce Północnej, w Azji poprzez obszary Rosji sięga po Wyspy Japońskie, obecny jest także w Australii i Nowej Zelandii. 
We florze Polski jest bardzo pospolitym gatunkiem rodzimym. W Tatrach sięga do ponad 1600 m, w Sudetach do ok. 1200 m n.p.m.

## Morfologia
ŁodygaWzniesiona, górą rozgałęziająca się, naga lub krótko owłosiona, w środku pusta (dęta) i bruzdowana. Osiąga wysokość 30–100 cm. Pod ziemią czołgające się, silne kłącze o zgrubiałych węzłach, wytwarzające liczne rozłogi.
LiścieOdziomkowe i dolne łodygowe są długoogonkowe, podwójnie trójlistkowe; środkowy listek jest największy. Poszczególne listki są niesymetrycznie jajowate, zaostrzone, pojedynczo lub podwójnie piłkowane, ogonkowe. Dolne liście pochwiasto osadzone na łodydze. Liście górne są pojedynczo trójdzielne. Charakterystyczną cechą gatunkową pozwalającą na rozróżnienie tego gatunku od innych, poza tym podobnych roślin, jest budowa ogonków liściowych. Na przekroju poprzecznym mają proste lub słabo na zewnątrz wysklepione brzegi, rdzeń w środku i zawsze są gładkie.
KwiatyDrobne kwiaty tworzą duże baldachy złożone, 10–25 szypułkowe, bez pokryw i pokrywek (rzadko zdarza się pokrywa z kilku listków). W poszczególnych baldaszkach jest 12–20 pojedynczych kwiatów na równej długości szorstkich szypułkach. Występują kwiaty zarówno obupłciowe, jak i tylko męskie. Płatki korony białe lub jasnoróżowe, o wierzchołkach zagiętych do środka.
OwoceRozłupnie rozpadające się łatwo na dwie rozłupki o długości 3–5 mm i szerokości 1,2 mm. Mają one po dojrzeniu brunatną barwę i dwa, jaśniejsze, nitkowate żebra. Są proste lub słabo zgięte, na przekroju są okrągławe (podobne do owoców kminku, ale bez zapachu i smaku).

## Biologia i ekologia
RozwójBylina, geofit i hemikryptofit. Kwitnie od czerwca do lipca, kwiaty przedprątne, owadopylne. Silnie rozmnaża się wegetatywnie za pomocą kłączy. Nasiona kiełkują słabo. Masa 1000 owoców wynosi 2,4 g. Na jednej roślinie wyrasta średnio 2800 owoców.
SiedliskoWilgotne i świeże zarośla, lasy liściaste, ogrody, przydroża, nad brzegami wód. Często rośnie przy płotach. W uprawach rolniczych i ogródkach jest uporczywym chwastem, gdyż odtwarza się nawet z niewielkich fragmentów kłącza. Odznacza się przy tym ogromną siłą konkurencyjną w stosunku do innych gatunków, dzięki czemu szybko opanowuje teren. Często tworzy całe łany. Jest gatunkiem wskaźnikowym gleb bogatych w próchnicę i azot. Preferuje miejsca zacienione. W klasyfikacji zbiorowisk roślinnych gatunek charakterystyczny dla Cl. Querco-Fagetea i All. Aegopodion podagrariae.
GenetykaLiczba chromosomów 2n=22 (rzadko), 42, 44.
Korelacje międzygatunkoweNa podagryczniku pospolitym pasożytują niektóre gatunki grzybów: Erysiphe heraclei powodujący chorobę zwaną mączniakiem prawdziwym, Mycosphaerella podagrariae wywołujący plamistość liści, szpetczak Protomyces macrosporus powodujący zniekształcenie liści, grzybopodobny lęgniowiec Plasmopara crustosa wywołujący mączniaka rzekomego i Puccinia aegopodii wywołująca rdzę. Na nadziemnych pędach żeruje pluskwiak Cavariella aegopodii, chrząszcze Chrysolina oricalcia,  Phaedon tumidulus i Oomorphus concolor, liście minowane są przez larwy muchówek Phytomyza obscurella i Cryptaciura rotundiventris, w korzeniach żeruje larwa chrząszcza Liophloeus tessulatus. Na jego kwiatostanach zwykle przebywa wiele chrząszczy odżywiających się pyłkiem.

## Zastosowanie
Roślina ozdobnaGatunek czasami uprawiany, głównie jako roślina okrywowa. Może rosnąć w miejscach zacienionych (np. pod drzewami). Używa się do tego celu przeważnie odmian ogrodowych o ozdobnych liściach. Dzięki bardzo ekspansywnemu wzrostowi szybko pokrywa teren, utrudniając rozwój chwastów.
Odmiany ozdobne:
- 'Bengt' – rośliny nie wytwarzające rozłogów, o liściach kędzierzawych,
- 'Variegata' – liście pstre, biało-zielone.

Roślina jadalnaJako pożywienie wykorzystywali go starożytni Rzymianie, zjadany był w Szwecji, Szwajcarii, także w Polsce. Z młodych liści można na wiosnę sporządzać sałatkę o aromatycznym, nieprzyjemnym i gorzkim smaku, ale zawierającą cenne witaminy. Starsze liście można gotować. Według Łukasza Łuczaja liście, zwłaszcza starsze mają smak nieprzyjemny i w jego opinii roślina nadaje się do spożycia raczej tylko w ostateczności.
Roślina kosmetycznaZe świeżego ziela można sporządzać oczyszczające maseczki kosmetyczne. Działają one rozgrzewająco i poprawiają oddychanie skóry.
Roślina leczniczaDawniej leczono zielem dnę moczanową. Okładano nim także rany.
- Surowiec: ziele i korzeń zawierające m.in.: białka, tłuszcze, flawonoidy, karoteny, kwasy organiczne, sole mineralne, terpeny, olejki eteryczne, prowitaminę A, witaminę C[6].
- Działanie i zastosowanie: słabe uspokajające, moczopędne, przeciwzapalne[16]. Herbatę z suszonych liści podagrycznika stosowano w leczeniu dny moczanowej, stanów zapalnych nerek i pęcherza, żylaków odbytu, pomocniczo w kamicy nerkowej oraz na poprawę przemiany materii. Świeże liście przyspieszają gojenie się ran[6].

Roślina paszowaRoślina u różnych autorów ma różne oceny znaczenia pastewnego. Bywa określana jako chętnie zjadana przez zwierzęta, ale też według innych autorów spożywana ma być niechętnie, a przy tym choć nieszkodliwa dla zwierząt, określana jest jako mało pożywna i wodnista.
Inne zastosowaniaZ wysuszonych  kwiatostanów sporządzano dawniej barwnik do farbowania tkanin na cytrynowo.

## Szkodliwość i zwalczanie
Podagrycznik jest trudnym do zwalczenia chwastem w cienistych ogrodach. Zachwaszcza zwłaszcza rośliny wieloletnie: truskawki, krzewy owocowe, ogrody warzywne i kwiatowe, parki, klomby. Rozplenia się szybko za pomocą kłączy i rozłogów. Plewienie jest mało skuteczne, gdyż kłącza są łamliwe i łatwo odrastają z nich nowe rośliny. Usuwanie go jest czasochłonne, wymaga dwukrotnego przekopania grządki (w odstępie 2 tygodni) i dokładnego wybrania wszystkich fragmentów kłączy.

## Uprawa
Podagrycznik pospolity może być uprawiany jako roślina okrywowa, zwykle pod drzewami. Uprawia się go też na rabatach, nie należy jednak sadzić go w ziemi w sąsiedztwie innych roślin ozdobnych, gdyż ze względu na swój ekspansywny wzrost łatwo zagłuszy je, a za pomocą kłączy szybko rozprzestrzenia się i wkrótce może zająć całą działkę. Z tego względu zaleca się uprawianie go na miejscach, gdzie nie zagraża innym roślinom, uprawę w pojemnikach, a jeśli w gruncie to na odrębnych rabatach, lub po odizolowaniu miejsc uprawy zakopanymi w glebie pasami izolującymi. Jest bardzo łatwy w uprawie, ale stosowanie go w roli rośliny okrywowej wymaga dużej rozwagi, łatwiej bowiem założyć jego uprawę, niż ją zlikwidować. Wymaga raczej wilgotnego podłoża, w czasie suszy  i upałów letnich zalecane jest podlewanie, nie ma specjalnych wymagań co do gleby. Rozmnaża się łatwo poprzez podział kłączy.